# 카를 루트비히
카를 프리드리히 빌헬름 루트비히(Carl Friedrich Wilhelm Ludwig, 1816년 12월 29일 ~ 1895년 4월 23일)는 독일의 생리학자이다. 헤센의 비첸하우젠에서 출생이며, 1840년 마르부르크 대학을 졸업하였다. 1846년 ~ 1849년간 동 대학의 해부학 교수를 지내다가 이어 취리히, 빈의 교수직을 거쳐 1865년에 라이프치히 대학의 생리학 교수가 되어, 병사할 때까지의 30년간을 생리학 연구에 바쳤다.
생기론을 부정한 점은 요하네스 뮐러나 클로드 베르나르와 마찬가지이며, 모든 것을 물질적 현상으로서 관찰했다. 뇨분비 (尿分泌) 와 혈압의 기전 (機轉) 에 관한 연구, 타액 (唾液) 분비에서의 신경 관여에 대한 연구 등 많은 업적을 남겼다. 그는 슈미테베르크와 브루턴 경 (卿)과 함께 약품이 심장에 미치는 영향을 연구했고, 또한 척수에서의 혈관운동 신경의 중심을 확정지었으며, 모세혈관의 압력도 연구했다.